# Let Them Talk (documentaire)
Let Them Talk: A Celebration of New Orleans Blues is een Amerikaanse muzikale documentaire uit 2011, waarin Hugh Laurie ingaat op zijn liefde voor de muziek van New Orleans. De documentaire werd gemaakt als onderdeel van de televisieserie "Great Performances", een langlopende bloemlezing van podiumkunsten op televisie. De aflevering werd  geproduceerd door Public Broadcasting Service-lid station WNET in New York.
Musici, die gaan acteren zijn geen zeldzaamheid, maar acteurs die gaan zingen (en piano en gitaar spelen) komen minder vaak voor. Laurie leerde op zijn 6e al pianospelen, maar zijn carrière begon met het komisch duo Fry & Laurie (Stephen Fry is co-producent van Let Them Talk) en Blackadder. Als tiener werd Laurie geïnspireerd door "Tipitina" van Professor Longhair. Let Them Talk is Laurie’s zeer persoonlijke reis naar het hart en de ziel van die muziek: “Hier ben ik in de French Quarter en speel ik met al deze geweldige muzikanten. In feite zou dit wel eens kunnen zijn hoe de hemel eruitziet.”
Laurie zingt een brede selectie nummers, zichzelf begeleidend op piano of gitaar, en ondersteund door enkele van de beste muzikanten van de stad. Hij weigert zijn selecties in een hokje te stoppen. “Er zijn slechts twee categorieën: goed en slecht. Dat zijn de enige dingen die er toe doen.”
Laurie reist door de stad en omgeving, lopend, per fiets of met de auto, er zijn optredens en repetities met Allen Toussaint en Irma Thomas, de ‘Soul Queen of New Orleans’, evenals met een andere medereiziger uit Groot-Brittannië die evenals Laurie geïnspireerd is door deze unieke Amerikaanse muziek: Sir Tom Jones. Laurie noemt verder de stad ‘de meest romantische plek op aarde’ en merkt op dat dit ‘een stad is die de dood niet vreest. Het heeft de dood in de ogen gekeken.” Dit aspect komt terug in de muziek, merkt hij op. “De dood is de mineur toonsoort. Het leven is de belangrijkste sleutel.” Hij erkent dat hij “in de voetsporen treedt van Martin Scorsese, Ken Burns en Spike Lee”, die allemaal soortgelijke filmische muzikale paden bewandelden.
De concertsequenties gefilmd in de historische concertzaal Latrobe’s in de Franse wijk, omvatten een selectie New Orleans bluesstandaarden samen met minder bekende composities.
Let Them Talk is ook de titel van het debuutalbum van Hugh Laurie. De titelsong is een James Booker-klassieker.